# Les lâches meurent aussi
Pour plus de détails, voir Fiche technique et Distribution.
Les lâches meurent aussi (A Stranger in My Arms) est un film américain réalisé par Helmut Käutner, sorti en 1959.

## Fiche technique
- Titre original : A Stranger in My Arms
- Titre français : Les lâches meurent aussi
- Réalisation : Helmut Käutner
- Scénario : Peter Berneis d'après le roman de And Ride a Tiger de Robert Wilder
- Direction artistique : Alexander Golitzen et Richard H. Riedel
- Photographie : William H. Daniels
- Montage : Frank Gross
- Société de production : Universal Pictures
- Pays de production : États-Unis
- Format : Noir et blanc - 2,35:1
- Genre : drame
- Durée : 88 minutes
- Date de sortie : 1959

## Distribution
- June Allyson : Christina Beasley
- Jeff Chandler : Major Pike Yarnell
- Sandra Dee : Pat Beasley
- Charles Coburn : Vance Beasley
- Mary Astor : Virgilnie Beasley
- Peter Graves : Donald Beasley
- Conrad Nagel : Harley Beasley
- Hayden Rorke : Marcus Beasley
- Reita Green : Bessie Logan
- Bartlett Robinson : Colonel Bert Wayne
- Howard Wendell : membre du Congrès